# Esplanade Gilles-Jacquier
L'esplanade Gilles-Jacquier est une voie située dans le 11e arrondissement de Paris, en France.

## Situation et accès
L'esplanade est située entre le 50 et le 56 de la rue de Charonne.

## Origine du nom

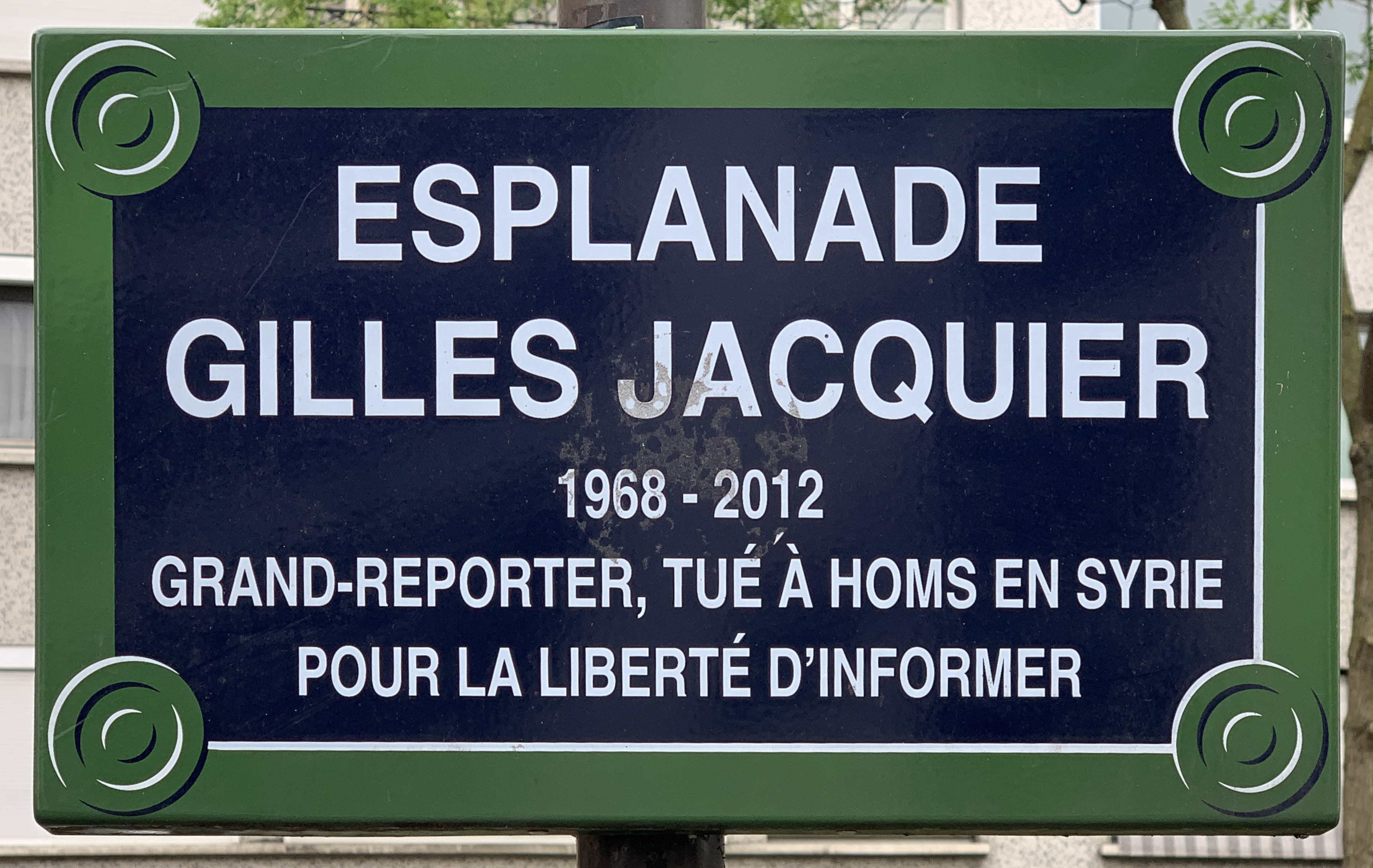
Plaque de l'esplanade.

L'esplanade est nommée ainsi en 2016, en hommage au journaliste Gilles Jacquier, qui habitait dans le quartier.